# Inessa Kravets
Inessa Mykolajiwna Kravets (Oekraïens: Інеса Миколаївна Кравець) (Dnjepropetrovsk, 5 oktober 1966) is een Oekraïense voormalige atlete, die was gespecialiseerd in het hink-stap-springen en verspringen. Op het onderdeel hink-stap-springen had ze van 1995 tot 2021 het wereldrecord in handen; daarnaast was zij van 1996 tot 2008 houdster van het olympisch record. Haar voormalige wereldrecord geldt echter nog steeds als Europees record. Ze nam driemaal deel aan de Olympische Spelen en vertegenwoordigde hierbij achtereenvolgens de Sovjet-Unie, het Gemenebest van Onafhankelijke Staten en Oekraïne.

## Biografie
Haar eerste succes boekte Kravets in 1988 door op de Sovjet-Russische kampioenschappen het onderdeel verspringen op haar naam te schrijven. Drie jaar later verbeterde ze in Moskou het wereldrecord hink-stap-springen tot 14,95 m. In datzelfde jaar maakte ze haar olympische debuut bij de Olympische Spelen van Seoel. Met 6,72 plaatste ze zich in de finale, maar stelde daar teleur door niet verder dan 6,46 te springen.
In 1992 behaalde Inessa Kravets haar eerste olympische medaille bij de Olympische Spelen van Barcelona. Ze won met 7,12 op het onderdeel verspringen een zilveren medaille achter Heike Drechsler (goud; 7,14) uit Duitsland] en voor Jackie Joyner-Kersee uit Amerika (brons; 7,07). Een jaar later werd Kravets wegens het gebruik van verboden middelen (efedrine) voor drie maanden geschorst. Op de wereldkampioenschappen van 1995 in Göteborg verbeterde ze haar wereldrecord hink-stap-springen opnieuw met een sprong van 15,50. Dit wereldrecord werd in 2021 verbeterd door Yulimar Rojas.
Op de Olympische Spelen van 1996 in Atlanta boekte Inessa Kravets het grootste succes van haar sportieve loopbaan. Bij het hink-stap-springen won ze de finale met een olympisch record van 15,33 en versloeg ze de Russische Inna Lassowskaja (zilver; 14,98) en Tsjechische Šárka Kašpárková (brons; 14,98). In juli 2000 werden bij haar bij een dopingtest steroïden aangetroffen waarna ze nu voor twee jaar werd geschorst.

## Titels
- Olympisch kampioene hink-stap-springen - 1996
- Wereldkampioene hink-stap-springen - 1995
- Wereldindoorkampioene hink-stap-springen - 1991,[2] 1993
- Europees indoorkampioene hink-stap-springen - 1992
- Oekraïens kampioene hink-stap-springen - 1995
- Sovjet-kampioene verspringen - 1988, 1990, 1992
- Sovjet-kampioene hink-stap-springen - 1991
- Sovjet-indoorkampioene verspringen - 1991, 1992
- Sovjet-indoorkampioene hink-stap-springen - 1991

## Persoonlijke records
Outdoor
| Onderdeel          | Prestatie           | Datum            | Plaats   |
| ------------------ | ------------------- | ---------------- | -------- |
| verspringen        | 7,37 m (NR)         | 13 juni 1992     | Kiev     |
| hoogspringen       | 1,75 m              | 1983             |          |
| hink-stap-springen | 15,50 m (ex-WR, ER) | 10 augustus 1995 | Göteborg |

Indoor
| Onderdeel          | Prestatie | Datum           | Plaats |
| ------------------ | --------- | --------------- | ------ |
| verspringen        | 7,09 m    | 1 februari 1992 | Moskou |
| hink-stap-springen | 14,67 m   | 27 januari 1995 | Moskou |

## Palmares

### verspringen
- 1988:  Sovjet-kamp. - 7,23 m
- 1988: 10e OS - 6,46 m
- 1990:  Sovjet-kamp. - 7,01 m
- 1991:  Sovjet-indoorkamp. - 6,84 m
- 1991: 4e WK indoor - 6,71 m
- 1992:  Sovjet-indoorkamp. - 7,09 m
- 1992:  Sovjet-kamp. - 7,04 m
- 1993:  WK indoor - 6,77 m
- 1994:  Grand Prix Finale - 6,98 m
- 1995: 10e WK - 6,57 m
- 2003:  WK indoor - 6,72 m

### hink-stap-springen
- 1991:  WK indoor - 14,44 m
- 1991:  Sovjet-indoorkamp. - 14,40 m
- 1991:  Sovjet-kamp. - 14,40 m
- 1993:  WK indoor - 14,47 m
- 1995:  Oekraïense kamp. - 14,54 m
- 1995:  WK - 15,50 m
- 1995:  Grand Prix Finale - 14,59 m
- 1996:  OS - 15,33 m (OR)

1996: Inessa Kravets ·
2000: Tereza Marinova ·
2004: Françoise Mbango Etone ·
2008: Françoise Mbango Etone ·
2012: Olga Rypakova ·
2016: Caterine Ibargüen ·
2020: Yulimar Rojas ·
2024: Thea LaFond
1993: Anna Birjoekova ·
1995: Inessa Kravets ·
1997: Šárka Kašpárková ·
1999: Paraskeví Tsiamíta ·
2001: Tatjana Lebedeva ·
2003: Tatjana Lebedeva ·
2005: Trecia Smith ·
2007: Yargelis Savigne ·
2009: Yargelis Savigne ·
2011: Olha Saladoecha ·
2013: Caterine Ibargüen ·
2015: Caterine Ibargüen ·
2017: Yulimar Rojas ·
2019: Yulimar Rojas ·
2022: Yulimar Rojas ·
2023: Yulimar Rojas